# (3302) Schliemann
(3302) Schliemann (1977 RS6) – planetoida z pasa głównego asteroid okrążająca Słońce w ciągu 3,85 lat w średniej odległości 2,45 j.a. Odkrył ją Nikołaj Czernych 11 września 1977 roku.